# Нова Муртаза
Нова Муртаза́ (рос. Новая Муртаза, башк. Яңы Мортаза) — село у складі Чекмагушівського району Башкортостану, Росія. Входить до складу Старокалмашевської сільської ради.
Населення — 164 особи (2010; 191 у 2002).
Національний склад:
- башкири — 66 %
- татари — 32 %

У селі народився Герой Соціалістичної праці Єнікеєв Ріфкат Саліхович (1924-2000).